# AS Marine d'Oran
Ne pas confondre avec Association sportive musulmane d'Oran appelé aussi ASMO.
L'Association sportive de la Marine d'Oran (en arabe : جمعية بحرية وهران الرياضية), plus couramment abrégé en AS Marine d'Oran ou encore en ASMO, est un ancien club algérien omnisports amateur fondé en 1919 et disparu en 1962, et basé dans le quartier de La Marine, arrondissement de sidi El-Houari dans la ville d'Oran.

## Histoire
L'AS Marine est le premier club d'Oran Champion d'Afrique du Nord de Football (Match final le 22 mai 1921 face au FC Blida).

## Palmarès
Football
L'AS Marine d'Oran a l'un des meilleurs palmarès de l'Algérie française,.
| Compétitions nationales | Compétitions internationales                                                                                      |
| --- | --- |
| - Championnat d'Oranie (DH) (4) : - Champion : 1920-21, 1928-29, 1939-40 et 1940-41. - Coupe d'Algérie (1) : - Vainqueur : 1956-57. - Coupe d'Oranie (1) : - Vainqueur : 1940-41. | - Championnat d'Afrique du Nord (1) : - Champion : 1920-21. - Coupe d'Afrique du Nord (1) : - Champion : 1940-41. |

## Parcours

### Classement en Championnat d'Oranie par année
- 1920-21 : Division d'Honneur, 1re Champion
- 1921-22 : Division d'Honneur, ?e
- 1922-23 : Division d'Honneur, ?e
- 1923-24 : Division d'Honneur, ?e
- 1924-25 : Division d'Honneur, ?e
- 1925-26 : Division d'Honneur, ?e
- 1926-27 : Division d'Honneur, ?e
- 1927-28 : Division d'Honneur, ?e
- 1928-29 : Division d'Honneur, 1re Champion
- 1929-30 : Division d'Honneur, ?e
- 1930-31 : Division d'Honneur, ?e
- 1931-32 : Division d'Honneur, ?e
- 1932-33 : Division d'Honneur, ?e
- 1933-34 : Division d'Honneur, ?e
- 1934-35 : Division d'Honneur, ?e
- 1935-36 : Division d'Honneur, ?e
- 1936-37 : Division d'Honneur, ?e
- 1937-38 : Division d'Honneur, ?e
- 1938-39 : Division d'Honneur, ?e
- 1939-40 : Division d'Honneur, 1re Champion
- 1940-41 : Division d'Honneur, 1re Champion
- 1941-42 : Division d'Honneur, ?e
- 1942-43 : Division d'Honneur, ?e
- 1943-44 : Division d'Honneur, ?e
- 1944-45 : Division d'Honneur, ?e
- 1945-46 : Division d'Honneur, ?e
- 1946-47 : Division d'Honneur, ?e
- 1947-48 : Division d'Honneur, ?e
- 1948-49 : Division d'Honneur, ?e
- 1949-50 : Division d'Honneur, ?e
- 1950-51 : Division d'Honneur, 11e
- 1951-52 : Promotion d'Honneur, ?e
- 1952-53 : Division d'Honneur, 12e
- 1953-54 : Promotion d'Honneur, ?e
- 1954-55 : Division d'Honneur, 8e
- 1955-56 : Division d'Honneur, ?e
- 1956-57 : Division d'Honneur, ?e
- 1957-58 : Division d'Honneur, ?e
- 1958-59 : Division d'Honneur, ?e
- 1959-60 : Division d'Honneur, ?e
- 1960-61 : Division d'Honneur, 11e
- 1961-62 : Division d'Honneur, ?e

## Footballeurs du passé
- Kaddour Bekhloufi
- Jacques Bensadoun
- Robert Garcia
- Michel Padilla
- Antoine Pascual
- André Philippot
- Georges Vives
- Antonio Costagliola
- Raymond Costagliola
- Antoine Costagliola
- Antoine Soler